# 摩泽尔河谷

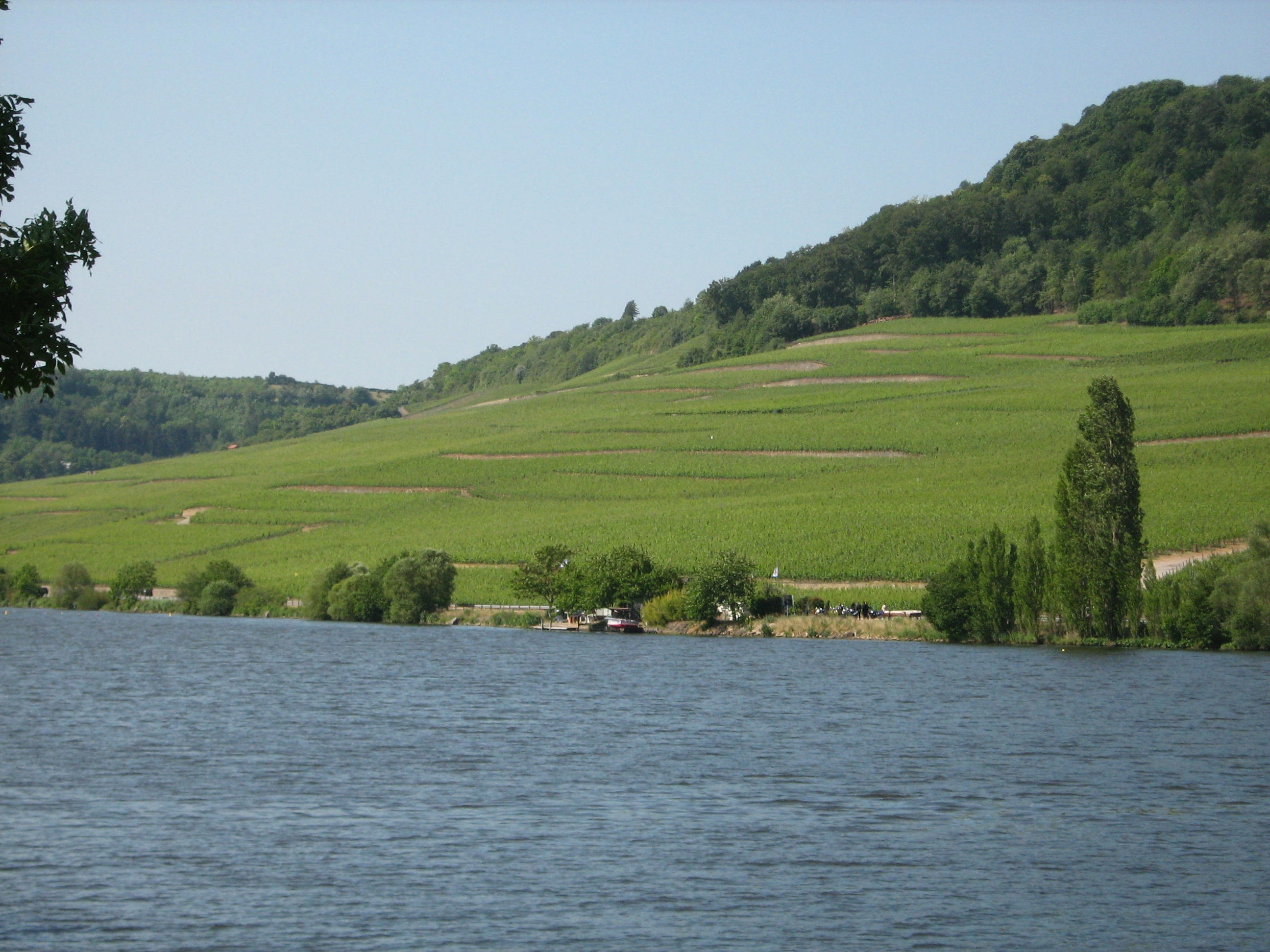
卢森堡马赫图姆附近摩泽尔河谷沿岸的葡萄园

摩泽尔河谷（法語：vallée de la Moselle，發音：[vale də la mɔzɛl]，發音：[ˈmoːzl̩ˌtaːl] ⓘ）是法国东北部、德国西南部和卢森堡东部的一个地区，以摩澤爾河形成的河谷为中心。该地区是卢森堡葡萄酒产业的中心